# Jamālī
Jamālī (persiska: جمالی زاير حسين, زائِر هَسَن جَمالی, جَمالی زائِر حَسَن, زائر حسين جمالی, Zā’er Ḩoseyn-e Jamālī, جمالی) är en ort i Iran.   Den ligger i provinsen Bushehr, i den centrala delen av landet, 800 km söder om huvudstaden Teheran. Jamālī ligger 45 meter över havet och antalet invånare är 299.
Terrängen runt Jamālī är varierad. Runt Jamālī är det ganska glesbefolkat, med 30 invånare per kvadratkilometer. Närmaste större samhälle är Ahram, 5,2 km söder om Jamālī. Trakten runt Jamālī är ofruktbar med lite eller ingen växtlighet.